# Ibrahim al-Hamaidi
Ibrahim al-Hamaidi (arabisch ابراهيم الحميدي; * 28. August 1985) ist ein ehemaliger saudischer Hürdenläufer, der sich auf die 400-Meter-Distanz spezialisiert hat.

## Sportliche Laufbahn
Erste internationale Erfahrungen sammelte Ibrahim al-Hamaidi vermutlich im Jahr 2002, als er bei den Juniorenweltmeisterschaften in Kingston mit 53,23 s im Halbfinale über 400 m Hürden ausschied. Anschließend schied er bei den Asienspielen in Busan mit 51,56 s in der Vorrunde aus und kam in der 4-mal-400-Meter-Staffel im Vorlauf zum Einsatz und trug damit zum Gewinn der Goldmedaille bei. Im Jahr darauf gewann er bei den Arabischen Meisterschaften in Amman in 50,05 s die Silbermedaille im Hürdenlauf hinter dem Katarer Mubarak al-Nubi und siegte mit der Staffel in 3:06,67 min. Im Dezember siegte er dann in 51,44 s bei den Militärweltspielen in Catania. 2004 siegte er in 51,25 s bei den Juniorenasienmeisterschaften in Ipoh und stellte damit einen neuen Meisterschaftsrekord auf, ehe er bei den Juniorenweltmeisterschaften in Grosseto in 48,94 s die Bronzemedaille gewann und damit einen U20-Asienrekord aufstellte. Damit qualifizierte er sich für die Olympischen Sommerspiele in Athen, bei denen er mit 49,64 s in der ersten Runde ausschied. Im Oktober gewann er bei den Panarabischen Spielen in Algier in 49,31 s die Silbermedaille hinter seinem Landsmann Hadi Soua’an al-Somaily und siegte mit der Staffel in 3:03,03 min. Im Jahr darauf siegte er bei den erstmals ausgetragenen Islamic Solidarity Games in Mekka in 49,55 s über 400 m Hürden sowie in 3:04,35 min auch in der 4-mal-400-Meter-Staffel. In den darauffolgenden Jahren bestritt er nur noch vereinzelt Wettkämpfe, ehe er 2012 seine aktive sportliche Karriere im Alter von 27 Jahren beendete.

## Persönliche Bestzeiten
- 400 Meter: 46,81 s, 19. Juni 2003 in Jyväskylä
- 400 m Hürden: 48,94 s, 16. Juli 2004 in Grosseto (U20-Landesrekord)